# Charles Rich (Politiker)

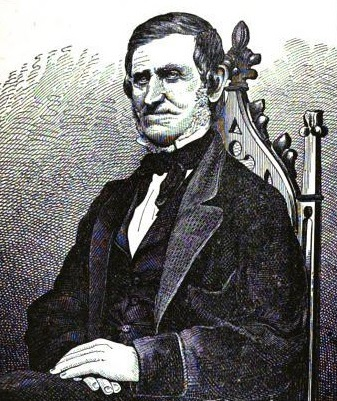
Charles Rich

Charles Rich (* 13. September 1771 in Warwick, Franklin County, Province of Massachusetts Bay; † 15. Oktober 1824 in Shoreham, Vermont) war ein US-amerikanischer Politiker. Zwischen 1813 und 1815 vertrat er den vierten und von 1817 bis 1824 den dritten Wahlbezirk des Bundesstaats Vermont im US-Repräsentantenhaus.

## Werdegang
Charles Rich erhielt nur eine eingeschränkte Schulausbildung. Im Jahr 1787 zog er nach Shoreham in Vermont. Dort arbeitete er auf der Farm seiner Familie. Nach seiner Heirat im Jahr 1791 bewirtschaftete er eine eigene Farm. Außerdem beteiligte er sich unter anderem auch an einem Gemischtwarenladen. Politisch wurde er Mitglied der von Thomas Jefferson gegründeten Demokratisch-Republikanischen Partei. Zwischen 1800 und 1811 war Rich Abgeordneter im Repräsentantenhaus von Vermont. Darüber hinaus war er sechs Jahre lang als Bezirksrichter im Addison County tätig.
Bei den Kongresswahlen des Jahres 1812 wurde er im vierten Distrikt von Vermont in das US-Repräsentantenhaus in Washington gewählt, wo er am 4. März 1813 die Nachfolge von Martin Chittenden antrat. Rich vertrat diesen Wahlkreis bis zum 3. März 1815 für nur eine Legislaturperiode im Kongress. Dann fiel das Mandat an Asa Lyon von der Föderalistischen Partei. Bei den Wahlen des Jahres 1816 wurde er im dritten Bezirk erneut in den Kongress gewählt, wo er am 4. März 1817 Chauncey Langdon, ebenfalls von der Föderalistischen Partei, ablöste. In den folgenden Jahren wurde er jeweils bestätigt. Im Herbst 1824 zog er sich bei der Arbeit auf seiner Farm eine schwere Erkältung zu, an der er am 15. Oktober verstarb. Sein Sitz fiel nach einer Nachwahl an Henry Olin.